# Cubaanse grondspecht
De Cubaanse grondspecht (Colaptes fernandinae) is een vogel uit de familie Picidae (spechten).

## Verspreiding en leefgebied
Deze soort is endemisch in Cuba.

## Status
De populatie is gefragmenteerd en bestaat uit circa acht kleine deelpopulaties. De totale populatie is klein en wordt geschat op 600-800 volwassen vogels en dit aantal neemt af. Daarom heeft deze soort op de Rode lijst van de IUCN de status bedreigd.